# Жайворонок криводзьобий
Жайворонок криводзьобий (Certhilauda curvirostris) — вид горобцеподібних птахів родини жайворонкових (Alaudidae) Мешкає в Південно-Африканській Республіці і в Намібії.

## Опис
Виду притаманний статевий диморфізм. Довжина тіла самців криводзьобих жайворнків становить 19-20 см, з яких 6,4-8 см припадає на хвіст. Самиці помітно менші, доввжина їх тіла становить 16-17 см, з яких 6,5-6,6 см припадає на хвіст. Довжина дзьоба становить 3-3,8 см у самців і 2,7-2,8 см у самиць.
Голова темно-коричнева, поцяткована світло-коричневими і білими плямками. Бічні сторони голови світло-коричневі, над очима світла смуга, від очей до дзьоба ідуть темні смуги. Горло білувате, шия світло-коричнева з темно-коричневими плямками. Верхня частина тіла коричнева. Груди жовтувато-коричневі, поцятковані темно-коричневими смужками, живіт і гузка кремові або світло-коричневі з жовтуватим відтінком. Крила і хвіст темно-коричневі. Рульові пера мають червонувато-коричневі края.
Представники підвиду C. c. falcirostris мають дещо довший дзьоб (довжиною 3,2-3,8 см у самців і 2,7-2,9 у самиць). Верхня сторона тіла в них світліша.

### Підвиди
Виділяють два підвиди:
- C. c. falcirostris Reichenow, 1916 — південний захід Намібії і захід ПАР
- C. c. curvirostris (Hermann, 1783) — південний захід ПАР.

Підвидами криводзьобого жайворонка також вважалися західні, сірошиї, східні і агульгаські жайворонки.

## Поширення і екологія
Криводзьобі жайворонки мешкають на заході Намібії і Південно-Африканської Республіки. Вони живуть в прибережних районах, порослих невисокою рослинністю і чагарником, на полях, серед фінбошу (чагарників) а також на голих піщаних ділянках.

## Поведінка
Криводзьобі жайворонки живуть поодинці або парами. Харчуються здебільшого безхребетними. Сезон розмноження триває в серпні-жовтні. Як і більшість жайворонків, розміщують гніздо на землі.